# Viðey
Víðey (výslovnost ˈvɪːðei) s rozlohou 1,7 km² je největší z ostrovů  v zálivu Kollafjørður  severně od islandského hlavního města Reykjavíku, jehož je administrativní součástí. Z Reykjavíku je na Víðey celoročně zajišťováno spojení trajekty.

## Geografie
Víðey je prakticky dvojostrov - je tvořen rozlehlejší jihovýchodní částí Vesturey a poloostrovem Heimaey na severozápadě. Obě tyto části jsou spojeny 130 metrů širokou šíjí Eiðið.

## Pamětihodnosti
Na ostrově se nachází kostel Viðeyjarkirkja z roku 1774. Je zde také památník Imagine Peace Tower, který zde  v roce 2007 nechala zřídit Yoko Ono na památku britského hudebníka Johna Lennona. Mezí léty 1225 až 1539 existoval na ostrově augustiniánský klášter.